# دانيال بنجامين
دانيال بنجامين (بالإنجليزية: Daniel Benjamin)‏ هو صحفي وعالم سياسة أمريكي، ولد في 16 أكتوبر 1961.